# 로버트 브루킹스

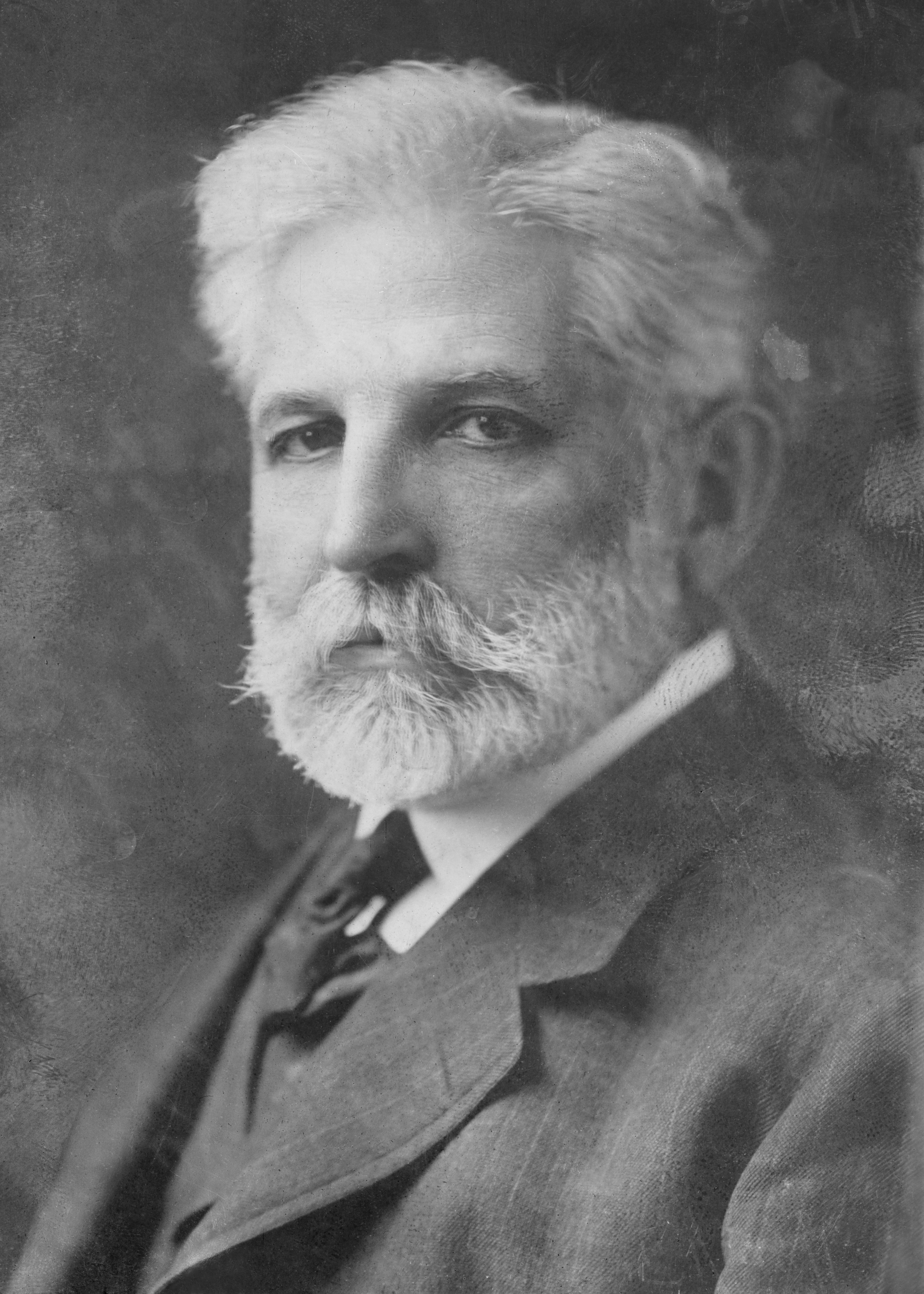
로버트 브루킹스

로버트 소머스 브루킹스(영어: Robert Somers Brookings, 1850년 - 1932년 11월 15일)은 미국의 기업가이자 자선가이다. 브루킹스 연구소를 설립한 것으로 유명하다.